# Трка на 80 метара са препонама
Трка на 80 метара са препонама је женска атлетска дисциплина, која је била на програмима атлетских такмичења од 1926. од 1968. године.

## Правила
У тим тркама кориштено је 8 препона висине 76,2 цм које су међусобно биле удаљене по 8 метара. Све до 1935. године правилима је било дозвољено рушење максимално 3 препоне, након чега је следила дисквалификација из трке, а рекорди су службено признавани само уколико би атлетичарка претрчала целу стазу без иједне оборене препоне. То правило је укинуто 1935. године, и тада су уведене препоне у облику ћирилићног слова Л које при удару у њих падале напред и тако смањивале могућност повреде такмичарки.

## Историја
Трка на 80 метара са препонама укључена је у програм Олимпијских игара 1932. године, иако је било планирано да се ова дисциплина појави на Играма 4 године раније.
Током 1960-их трчале су се експерименталне трке на 100 метара дугој стази са препонама висине 76,2 цм, а на Олимпијским играма 1968. је објављено да ће жене убудуће трчати деоницу од 100 метара са препонама висине 84 цм. Већ наредне године одржана је прва службена трка на 100 метара са препонама за жене у оквиру Европског првенства у атлетици на отвореном 1969., а прва победница је била Источна Немица Карин Балзер.
Поређење између трке на 80 метара и трке на 100 метара:
| Дужина стазе | Број препона | Висина  | Удаљеност од | Удаљеност од | Удаљеност од |
| Дужина стазе | Број препона | Висина  | Старта       | Међусобно    | Циља         |
| ------------ | ------------ | ------- | ------------ | ------------ | ------------ |
| 80 м         | 8            | 76,2 цм | 12 м         | 8,0 м        | 12,0 м       |
| 100 м        | 10           | 83,8 цм | 13 м         | 8,5 м        | 10,5 м       |

На европским првенствима на отвореном ова дисциплина била је на програму од првог Европског првенства за жене 1938. до Првенства 1996..
На Светским првенствима није било ове дисциплине јер је замењена пре почетка одржавања светских првенстава.

### Историјат резултата
- Прво службено мерено време: 13 с; Људмила Сичрова (Чехословачка); 6. јун 1926.
- Први службени светски рекорд: 12,8 с; Ева фон Бредов (Немачка); 14. јун 1927.
- Прво време испод 12 секунди: 11,8 с; Марџори Кларку, (ЈАР); 24. мај 1934.
- Прво време испод 11 скунди: 10,9 с; Шири Стрикланд, (Аустралија); 24. ју 1952.
- Последњи службени светски рекорд*: 10,2 с; Вера Корсакова (СССР); 16. јун 1968.

(*) Морин Керд из Аустралије резултатом 10,39 (електонски мерено) на Олимпијским играма 1968. постигла суштински бољи резултат за службену евиденцију, али у то време, ИААФ није имао никаква правила за признавање електронских резултата. Када су та правила успостављена 1977. године, која признају рекорде постављене на Играма 1968. у многи другим дисциплинама, трка 80 м са препонама била је званично укинута скоро пре деценију.

## Рекорди
| Светски рекорд               | Вера Корсакова | Совјетски Савез | 10,02 | Rydze, Пољска         | 16. јул 1968.       |
| Олимпијски рекорд            | Морин Керд     | Аустралија      | 10,3  | Мексико Сити, Мексико | 18. октобар 1968.   |
| Европски рекорд              | Вера Корсакова | Совјетски Савез | 10,02 | Rydze, Пољска         | 16. јул 1968.       |
| Рекорди Европских првенстава | Тереса Ћипли   | Пољска          | 10,6  | Београд, СФРЈ         | 16. септембар 1962. |